# نيشان النجم القطبي (منغوليا)
نيشان النجم القطبي (بالمنغولية: Алтан гадас одон Altan Gadas Odon) هو أعلى نيشان مدني يمكن أن تمنحه دولة منغوليا لمواطن غير منغولي. 
أنشئ نيشان النجم القطبي في عام 1936، وصدرت لائحته المنظمة بقرار من هيئة رئاسة مجلس وزراء الخورال الصغير ومجلس وزراء جمهورية منغوليا في 16 مايو 1941.

## شارة النيشان
عُدل تصميم شارة نيشان النجم القطبي، فبعد التصميم الأول في عام 1936، صدر تصميم آخر للشارة في عام 1940، ثم في عام 1941، وكان آخرها في عام 1970.

## شريط النيشان
تُستبدل شارة نيشان النجم القطبي عند ارتدئها بشكل يومي وفي غير المناسبات والمراسم الرسمية بشريط النيشان. كان شريط نيشان النجم القطبي حتى عام 1961 على شكل شريط معدني مستطيل الشكل ومغطى بالمينا الملونة. وفي عام 1961، استبدلت شرائح المينا الملونة بشرائط مغطاة بأشرطة ملونة بألوان النيشان.

## أبرز الحاصلين على النيشان
| اسم الحاصل على النيشان   | الدولة                     |
| ------------------------ | -------------------------- |
| كورلوجين شويبالسان       | منغوليا                    |
| لوفسانوروفين إردينيشيماغ | منغوليا                    |
| دامبا أيوشيف             | منغوليا                    |
| سونومين لوفسانغومبو      | منغوليا                    |
| جامسرانغيجن جوندون       | منغوليا                    |
| جريدة زالوشودين أونين    | منغوليا                    |
| مجلة تسوغ                | منغوليا                    |
| متحف منغوليا الوطني      | منغوليا                    |
| المستشفى العسكرى المركزى | منغوليا                    |
| باراك اوباما             | الولايات المتحدة الأمريكية |
| هيلاري كلينتون           | الولايات المتحدة الأمريكية |
| فيلق منغوليا للسلام      | الولايات المتحدة الأمريكية |
| جون ماكين                | الولايات المتحدة الأمريكية |
| تيد يوهو                 | الولايات المتحدة الأمريكية |
| جاك ويذرفورد             | الولايات المتحدة الأمريكية |
| الدكتورة أماندا باريك    | أستراليا                   |
| كليمنت فوروشيلوف         | روسيا                      |
| يوري لوجكوف              | روسيا                      |
| اوكنا تساهان زامن        | روسيا                      |
| جافريل إليزاروف          | روسيا                      |
| الكسندر نوفيكوف          | روسيا                      |
| فلاديمير شاتالوف         | روسيا                      |
| اسكندر عزيزوف            | روسيا                      |
| ماغورزاتا غوسيفسكا       | بولندا                     |
| كرزيستوف ستانوفسكي       | بولندا                     |